# 理性
理性（りせい、希: λόγος、羅: ratio、仏: raison、英: reason、独: Vernunft）とは、人間に本来的に備わっているとされる知的能力の一つである。言い換えれば推論（reasoning）能力である。知識・認識や判断の源泉として、この理性に依拠する態度を理性主義と言う。

## 哲学における理性
知性と理性の区別はギリシア哲学におけるヌース（知・叡智）とディアノイア（dia 経由して + noia 知： 間接知・推論知）の区別に基本的には由来する。また、古典ギリシア語では論理と理性を表す語はともにロゴスであったが、このロゴスという語は古典ギリシア語で元来は、比や割合という意味を有していた。そこから、ラテン語でも同じ意味を持つ日常語であったratioがロゴスの訳語とされ、ロマンス語や英語で理性を意味する語もその流れを引き継いだ。セネカによればこれはキケロによる訳語であるという。
こうした語の由来は、西欧の伝統において、理性や論理を類比的な方法・秩序として考える傾向をもたらした。こうした、理性的推論を比例モデルで理解する時一番典型的なのが、三角測量や、特定の時刻での影の長さと棒との比例関係から、直接計れないピラミッドの高さを、その影の長さを基にして推論するような場合である。
現代の英米圏の哲学(分析哲学)にしばしば見られるように、理性は日常的に悟性（狭義の知性）と混同した用法で（広義の知性として）使われるが、スコラ哲学以来の西洋哲学の伝統では「推論・論証的能力としての理性」と「対象を把握する(understanding)能力としての悟性」とを区別するのが普通である（明晰性、妥当性は前者に、直観は後者に属する）。

### ショーペンハウアーによる定義
ショーペンハウアーによると、理性とは、抽象的認識である概念を扱う能力であり、それ以上でもそれ以下でもない。概念を扱うというのは、知覚、つまり視聴覚や触覚に現れた感覚を脳が悟性によって時間と空間と因果性の形式をもって現象として現れた客観世界から特定の要素を抽出し、その要素同士を組み合わせて抽象的思考を行う能力のことである。簡単に言えば、文章を読み書きするような活動において、全ての人間の頭のなかでこの作業が行われている。しかし抽象的思考は、結局は知覚に表れる直接的認識をいわば水源として汲んできたものであるから、常にそれと対応するのでなければ、机上の空論であり無意味である。ゆえに理性は単に反省(reflection)の能力であって、彼によると哲学教授達が言うように、それ自体で超越的存在(神)を予感できるような偉大な能力ではない。
理性、つまり抽象的認識を持たず、直接的認識(悟性・understanding)のみを持つ人間以外の動物は、現在目の前に現れている客観に対応して行動をするに限定されている。ツバメの営巣やクモの巣を作る行動は、一見抽象的認識に基いて行動しているかのように見えるが、本能によって発生したものである。この点は、我々人間が子作りをする相手を選ぶ際に、抽象的説明とは関わりの無い本能によって、健康で優良な子孫を残せるように、いわば無意識的に大部分動かされているのと同じである。
一方で人間が理性的活動、つまり計画的活動を行うことが出来るのは、現在にとらわれず、未来や過去といった抽象化された表象(現在以外は知覚に直接現れず、過去や未来は抽象的認識に属しているにすぎない)を考慮に入れることができるからである。刑法など法による罰則が効果を持ちえるのも、人間が現在の情動と抽象的動機(法による罰則)を比較衡量した結果、行為の選択が可能だからである。ゆえに、刑罰はこの効果を期待して作られたものであって、断じて報復の感情を満たすことや、罪人を道徳的に矯正すること(これは不可能である)を目的としたものではない。
そして、カントが主張するような道徳法則を指定する実践理性については全く否定している。経験的に見ても人間がそのような高尚な能力をもっていないのは明らかであるし、一見「道徳性」のように見える行動も、大抵は他者から報復を受けることへの恐怖や、刑罰による恐れなど、いわば渋々自らの欲求を抑えているにすぎないのが実際であるから。このような未来への憂慮といった抽象的認識も理性によるもので、そうであれば理性は直接的に本来の道徳性に寄与するものではない。むしろ理性(つまり抽象的認識)の使い方如何によっては、例えば大量虐殺など、計画的活動による極めて大きな悪を実行することが可能であり、歴史においてしばしばこの例が実証されている。「世界理性」などは論外であり、彼によると最も野蛮な宗教の一つであるユダヤ教の教義に基づく妄想である。

## 理性への傾倒と信頼の失墜

### 啓蒙時代と理性への傾倒
理性主義の始まりは古代ギリシア哲学であり、ルネサンスを経て啓蒙時代にその絶頂期を迎えた(詳細は理性主義を参照)。フランス革命前後にはヴォルテールなどの啓蒙主義者を中心として、宗教的(とりわけキリスト教的)価値観を排し、理性的な価値観を尊重する傾向が見られた。とりわけ、フランス革命期の国民公会時代(1792ｰ1795)にはロベスピエールによる理性崇拝という極端な形でその傾向が現れた。
また、思想面では、ルネ・デカルトにはじまる大陸合理主義とフランシス・ベーコンに始まるイギリス経験論が論争を繰り広げていたが、プロイセンのイマヌエル・カントは両者を批判的に統合し、人間は感性と悟性によって世界を認識することができると主張した。
こうした思想面での理性主義の伸長は、社会にも大きな影響を与えることとなった。フランス革命やアメリカ独立革命をはじめ、ヨーロッパだけでなく、南北アメリカ大陸などにもその影響は波及した(大西洋革命)。例えば、ヨーロッパではエカチェリーナ2世やフリードリヒ2世などの啓蒙専制君主が現れ、アメリカ大陸ではトゥサン＝ルヴェルチュールらを中心とするハイチ革命が起こったのを皮切りに、中南米諸国が啓蒙主義の影響を受けて次々と独立を果たした(ただし、あくまでクリオーリョを中心としたものであった)。
また、理性主義の影響を受けてアダム・スミスを始祖とする資本主義も急激に広まり、経済は大いに発展した。産業革命が起こったのもその頃であった。最初は産業革命の始まりの地であるイギリスが「世界の工場」といわれるほどの経済的発展を遂げ、ドイツやアメリカがそれに続いた。古典派経済学の自由放任政策(レッセフェール)を思想的根拠とし、グローバル化も進展した。
このように、理性への信頼は18世紀から19世紀にかけて絶頂に達した。

### 理性への信頼の翳り
理性への信頼の翳りとして最も象徴的なものは、二つの世界大戦であった。理性的な価値観の元で生まれた科学技術が戦争に使われ、これまでに類をみないほどの多数の死傷者を出した。特に、第二次世界大戦の終戦間際には広島と長崎に初の原子爆弾が投下され、多くの被害者を出した。原子爆弾がそれまでの兵器と決定的に異なるのは、それが人類を破滅させるほどの強大な力を持っているという点である。人類を高みに導いてくれるはずの理性が、人類を破滅させてしまうかもしれないという皮肉な状態に陥ってしまったのである。
大戦後のアメリカとソ連による冷戦下においても、多くの戦争が起こると同時に核兵器の脅威がより増大し、キューバ危機の際にはその脅威がピークに達した。また、理性的思考のもと生み出された資本主義と社会主義という二つのイデオロギーの対立が戦争を引き起こしたというのも特徴的な点であった。
その他にも環境問題や生命倫理の問題など、理性への信頼を大いに揺るがす事態が20世紀に立て続けに現れた。そのことから、20世紀後半になると近代的な理性主義を批判するポストモダン思想が哲学・芸術など様々な分野で現れはじめた。また、理性への信頼が失墜したことからニヒリズムの傾向も顕著となった。
他にも、自然への回帰を図る考えも立ち現れるようになり、宗教や呪術などの影響力が再び強大になるという現象も起こった(再魔術化)。

### 理性主義との逆行
近年、いわゆる「ポスト真実」的な思想が影響力を増している。「ポスト真実」とは、人々が理性的・客観的事実よりも個人の信条を優先して考えるという傾向のことで、2010年代後半になってドナルド・トランプ氏の当選やブレグジット決定などが相次いで起こったことで注目を集めた。この傾向はポピュリズム、陰謀論、反知性主義などとも関係があり、いずれも理性よりも直感的感情に訴えかけることが特徴的である。
ただ、『エリートの反逆―－現代民主主義の病い』を著したクリストファー・ラッシュは、こうした傾向のそもそもの発端はむしろ「エリート」側にあり、彼らの独善的な啓蒙主義が反発を生んだ帰結であると主張している。従って、ポスト真実的な思想自体を誤ったものと決めつけることは早計であるし、根本的解決にもならないということには注意が必要である。

## 理性と人間のアイデンティティの問題
キリスト教的世界観において、人間とは神と動物の中間者であり、それこそが人間のアイデンティティであった。その後、理性主義が台頭すると、人間のアイデンティティとは理性であるという主張がなされるようになった。動物には計算能力や処理能力が不足しているが、人間にはそれがあるという主張である。
しかしながら、現代になってからコンピュータやAIといった、人間より優れた理性的能力を持つ存在が現れると、今度は人間のアイデンティティは感性にあるという主張がなされるようになった。しかし、感性という面で言えば人間より動物の方が優れているはずであり(理性主義の定義で言えば、動物とは100％感性的な存在である)、この主張では人間のアイデンティティは失われてしまうというジレンマが発生してしまう。
このことにより、人間のアイデンティティは現代において失われてしまったという言説が生まれた。そのアイデンティティの不安定さから、環境問題や生命倫理などの問題が現れてしまうのではないかと主張する者も存在する。

## 理性と情動
理性（あるいは高次の認知能力）は伝統的に、感覚(senses)、感情・情動(feelings、emotions)、情念(passions)等と対比的に用いられてきた。理性は純粋に精神的能力であり、情動は肉体的な作用であると考えられることもあった。例えば、非常に騒がしい場所にいる時やひどく悲しんでいる時には理性的な判断を下すのが困難になる。
近年、行動経済学と実験心理学は理性的な熟慮がかならずしも合理的な判断を引き起こさないことを示した（認知バイアス）。心理学の機能主義学派は情動をヒトの生存と結びついていると考えていたが、同様に進化心理学は認知バイアスや情動的直観が必ずしも不合理ではなく、特に我々の祖先の時代の環境では合理的な判断に結びついていた可能性を示した。これは理性と情動・感情が相互作用的または並列的に判断や意思決定に関わっていることを示唆する。これは二重過程理論あるいは二重プロセスモデルと呼ばれている。スタノヴィッチはこれまでに提案された二重プロセスモデルに類似したモデルを列挙している。それらは詳細は異なるが、次のような共通点を持つ。
- 情動システム（システム1）－即座に働き、短期的な利益（主に生存・繁殖）に関わり、主に大脳辺縁系に司られている。進化的な起源は古い。
- 理性的システム（システム2）－ゆっくりと働き、長期的な利益を勘案することができ、主に大脳新皮質に司られている。進化的な起源は比較的新しい。

二つのシステムがどのように相互作用するかには、これらのモデルの提唱者の間でも合意がない。状況や判断の内容によってもことなる可能性がある。

## 理性の限界
理性には限界があるのではないかという議論がある。
その例として、哲学者のカントは二律背反を指摘している。アローの不可能性定理、囚人のジレンマ（選択の限界）、ハイゼンベルクの不確定性原理（科学の限界）、ゲーデルの不完全性定理（知識の限界）などもその例として挙げられる。ただし実際の不完全性定理が示したものは、数学用語の意味での「特定の形式体系Pにおいて決定不能な命題の存在」であり、一般的な意味での「不完全性」とは無関係である。